# Anthony Wootton
Anthony Wootton (* 11. August 1935 in Aylesbury, England; † 1988) war ein britischer Tierbuch- und Naturbuchautor. Er befasste sich meist mit Wirbellosen, schrieb aber auch Werke über Elefanten, Strauße, Antilopen und Tierfolklore.

## Leben
Wootton war der Sohn von Albert George und Marion Wootton, geborene Ibbotson. Nach der Absolvierung der Grammar School in Aylesbury arbeitete Wootton von 1955 bis 1963 als Assistenzsekretär und Bibliothekar an der Abteilung für Ethnologie und Urgeschichte des Pitt Rivers Museum in Oxford. Ab 1963 war er als freiberuflicher Autor tätig. Daneben war er Gast in Radio- und Fernsehsendungen sowie Verfasser von Artikeln und Rezensionen für Zeitschriften und Zeitungen, darunter Living Countryside, Wildlife, Country Life, Popular Gardening, This England und Countryman. Von 1968 bis 1980 war er Redakteur bei der Zeitschrift Country-Side.
Wootton war Mitglied der Amateur Entomologists Society und lebenslängliches Ehrenmitglied der British Naturalists’ Association.

## Schriften
- How to Begin the Study of Entomology, British Naturalists’ Association, 1973.
- Discovering Garden Insects and Other Invertebrates, Shire, 1975.
- Ants (Jugendbuch), Wayland, 1975.
- Beetles (Jugendbuch), Wayland, 1975.
- Crickets and grasshoppers (Jugendbuch), Wayland, 1978.
- Spotter’s Guide to Insects, Usborne, 1979 (deutsch: Wir entdecken und bestimmen Insekten, 1990)
- Stagbeetles (Jugendbuch), Wayland, 1980.
- Mosquitoes (Jugendbuch), Wayland, 1980.
- Worms (Jugendbuch), Wayland, 1980.
- Insects, F. Watts, 1980.
- Spotter’s Guide to Ponds and Lakes, Usborne, 1980 (deutsch: Wir entdecken und bestimmen das Leben am Wasser, 1981)
- The Amazing Fact Book of Spiders, F. Watts, 1980.
- Gorillas, Wayland, 1981.
- Insects Are Animals, Too, David & Charles, 1981.
- Ostriches, Wayland, 1981.
- Antelopes, Wayland, 1982.
- In the Cornfield (Jugendbuch), Wayland, 1982.
- Ingenious Insects, Dent, 1983. (Illustrationen von Mick Loates)
- Insects of the World, Facts on File (New York, NY), 1984.
- Animal Folklore, Myth and Legend, Blandford Press (New York, NY), 1986.
- Spotter’s Guide to Bugs & Insects, Usborne, 2006.
- Insects Sticker Book, Usborne, 2010.